# Rudolf Braun (Techniker)

Rudolf Braun (1970)

Rudolf Braun (* 24. Januar 1920 in Lenzburg, Kanton Aargau; † 1. Februar 1999 in Unterengstringen, Kanton Zürich), reformiert, heimatberechtigt in Lenzburg, war ein Schweizer Umwelttechniker sowie Hochschullehrer.

## Leben
Der gebürtige Lenzburger Rudolf Braun, Sohn des Musikers Emil Braun und der Emma Elisabeth geborene Hufschmid, legte 1939 die Matura an der Kantonsschule in Aarau ab. Braun widmete sich in der Folge ab 1940 einem Studium der Naturwissenschaften an der ETH Zürich. Nach dem Studienabschluss trat er eine Assistentenstelle am Geobotanischen Institut der ETH Zürich an, 1946 erhielt er ein Stipendium der Universität São Paulo, um in Hinblick auf die Besiedlung Brasiliens die Wasser-Ressourcen des Amazonas zu erforschen. 1948 kehrte Rudolf Braun an die ETH Zürich zurück, 1951/52 führten Braun botanisch-hydrobiologische Studienreisen in die Sahara, nach Nigeria, in den Tschad sowie nach Kamerun.
Nachdem Rudolf Braun 1951 in Zürich zum Dr. sc. nat. promoviert worden war, wurde er 1952 zum Leiter des Instituts für qualitative Wasserwirtschaft und Hydrobiologie an der Technischen Hochschule Karlsruhe, im Folgejahr zum Leiter  der Abteilung Limnologie am Kantonalen Labor Aarau und 1955 zum Chef der Abteilung Feste Abfallstoffe an der Eidgenössischen Anstalt für Wasserversorgung, Abwasserreinigung und Gewässerschutz (EAWAG) an der ETH bestellt, eine Position, die er bis zu seinem Eintritt in den Ruhestand 1987 innehielt. Zusätzlich hatte er an der ETH ab 1970 die außerordentliche, von 1973 bis 1987 die ordentliche Professur für Abfallbeseitigung inne.
Der 1951 mit der Silbermedaille und dem Kern-Preis der ETH Zürich für seine Dissertation ausgezeichnete Rudolf Braun gilt als Vorkämpfer eines effizienten Umweltschutzes sowie als Altmeister der Schweizer Abfallwirtschaft.

## Schriften
- Limnologische Untersuchungen an einigen Seen im Amazonasgebiet, Dissertation, E. Birkauser, Zürich, 1952, doi:10.3929/ethz-a-000090369.
- Rio Mar – Erlebnisse und Abenteuer eines jungen Schweizer Forschers am Amazonas, Schweizer Jugend-Verlag, Solothurn, 1957.
- Biogas - Methangärung organischer Abfallstoffe : Grundlagen und Anwendungsbeispiele, Springer, Wien, New York, 1982, ISBN 0-387-81705-0.
- Mit Dietegen Stickelberger: Otto Jaag: ein Leben für den Gewässerschutz, Verein für Wirtschaftshistorische Studien, Zürich, 1982.
- Von der Abfallbeseitigung zur ökologischen Abfallwirtschaft, Wirtschaftsförderung, Zürich, 1986.